# Március 19.
Március 19. az év 78. (szökőévben 79.) napja a Gergely-naptár szerint. Az évből még 287 nap van hátra.
Névnapok: József, Bánk +  Jozefa, Jozefin, Jozefina, Józsa

## Események

### Politikai események
- 1516 – Székesfehérvárott eltemetik II. Ulászló magyar királyt az 1506-ban elhunyt feleségével, Candale-i Annával együtt.
- 1849 – Bem József tábornok elfoglalja Brassót, ezzel egész Erdélyből kiűzi az ellenséges osztrák-orosz csapatokat.
- 1944 – Hajnali 4 órakor, a Margaréta-terv alapján, német csapatok lépik át Magyarország határát, ellenállás nélkül eljutnak a fővárosba, ugyanaznap Kállay Miklós miniszterelnök beadja lemondását.
- 1946 – Budakeszin megkezdődik a németek kitelepítése. A magyar kormány, a SZEB hozzájárulásával mintegy 4000 embert, a város lakosságának ötven százalékát deportálja Németországba.
- 1951 – Az Európai Szén- és Acélközösségről szóló szerződés aláírása.
- 1962 – Életbe lép az algériai fegyverszünet.
- 1990 – A marosvásárhelyi fekete március néven elhíresült magyarellenes pogrom kezdete.
- 2008
  - Magyarország, Horvátország és Monaco elismeri Koszovó önállóságát.
  - Washingtonban tárgyal Miheil Szaakasvili grúz államfő, akit George W. Bush arról biztosít, hogy az észak-atlanti szövetség bukaresti csúcsértekezletén nyomást fog gyakorolni annak érdekében, hogy kezdjék meg a csatlakozási tárgyalásokat Grúziával.
  - Lemond a Vasile Tarlev vezette moldovai kormány.
- 2013 - Ferenc pápa elfoglalja Péter apostol trónját.

### Kulturális események
- 1687 – Széchényi György esztergomi érsek megalapítja Academicum et Universitatis Collegium néven Budapest török kor utáni legrégebbi középiskoláját, a mai Budapesti Egyetemi Katolikus Gimnázium jogelődjét.

#### Irodalmi, színházi és filmes események
- 1850 - Arany János megírja a "Letészem a lantot" című művét

#### Zenei események
- 1826 – Genovában lerakják az alapkövét a Teatro Carlo Felice operának.
- 1873 – Liszt Ferenc a Pesti Vigadóban vezényli - az Andrássy Gyulának ajánlott - legújabb zenekari műve, a Szózat és Magyar Himnusz-fantázia ősbemutatóját.
- 1910 – Bartók Béla I. vonósnégyesének premierje

### Sportesemények
Formula–1
- 2006 –  maláj nagydíj, Sepang - Győztes: Giancarlo Fisichella  (Renault)

Országútikerékpár-versenyzés
- 2016 -  2016-os Milánó–Sanremo-kerékpárverseny - Győztes: Arnaud Demare  (Française des Jeux)

## Születések
- 1601 – Alonso Cano spanyol építész, szobrász († 1667)
- 1691 – Festetics József magyar katona, vezérőrnagy-lovassági tábornok, híres császári hadvezér († 1775)
- 1801 – Kovacsóczy Mihály ügyvéd, szerkesztő († 1846)
- 1813 – David Livingstone skót misszionárius orvos, Közép-Afrika kutató, a Viktória-vízesés felfedezője († 1873)
- 1816 – Friedrich Ferenc vívómester († 1896)
- 1819 – Jozef Miloslav Hurban szlovák író († 1888)
- 1820 – Szabó Imre honvédtiszt, hadügyi államtitkár († 1865)
- 1821 – Bayer József Ágost honvéd ezredes, történetíró, katonai szakíró († 1864)
- 1832 – Vámbéry Ármin magyar nyelvtudós, utazó, a Magyar Földrajzi Társaság egyik alapítója († 1913)
- 1844 – Minna Canth finn író, költő († 1897)
- 1849 – Baditz Ottó festőművész († 1936)
- 1849 – Alfred von Tirpitz porosz tengerésztiszt, nagyadmirális, a német császári haditengerészet főparancsnoka († 1930)
- 1858 – Tagányi Károly magyar levéltáros, történész, etnográfus († 1924)
- 1866 – Bezdán József püspöki helynök, pápai prelátus († 1932)
- 1866 – Emilio de Bono olasz katonatiszt, a fasiszta mozgalom egyik alapító tagja († 1944)
- 1883 – Norman Haworth Nobel-díjas brit vegyész, a Haworth-projekció kidolgozója († 1950)
- 1887 – Kabos Gyula magyar színész († 1941)
- 1897 – Kőmíves Sándor magyar színész, érdemes és kiváló művész († 1980)
- 1900 – Frédéric Joliot-Curie francia kémikus, kémiai Nobel-díjas, világhíres atomfizikus († 1958)
- 1905 – Albert Speer német építész, a Harmadik Birodalom főépítésze, fegyverkezési minisztere, a haditermelés irányítója († 1981)
- 1906 – Adolf Eichmann náci tiszt, SS Obersturmbannführer, a Nemzetiszocialista Német Munkáspárt vezető tagja († 1962)
- 1912 – Vályi-Nagy Tibor orvos, egyetemi tanár († 1969)
- 1912 – Adolf Galland német repülőtiszt, a Luftwaffe sikeres vadászrepülője († 1996)
- 1917 – Szabó László magyar sakkozó, nemzetközi nagymester többszörös világbajnokjelölt és tízszeres magyar bajnok († 1998)
- 1920 – Horváth Tivadar Jászai Mari-díjas magyar színész, rendező († 2003)
- 1920 – Kurt Straubel német autóversenyző († 1983)
- 1922 – Polinszky Károly magyar vegyészmérnök, az MTA tagja, 1974–1980-ban Magyarország oktatásügyi minisztere († 1998)
- 1923 – Szalma Ferenc Liszt Ferenc-díjas magyar operaénekes, érdemes művész († 2001)
- 1926 – Bay Gyula magyar színész, rendező, író († 1994)
- 1927 – Szász Imre író, műfordító († 2003)
- 1928 – Patrick McGoohan amerikai színész († 2009)
- 1929 – Solymár József magyar író, újságíró, forgatókönyvíró († 2013)
- 1930 – Kasnyik András magyar diplomata († 2009)
- 1933 – Philip Roth Pulitzer-díjas amerikai író († 2018)
- 1937 – André Szőts magyar-francia filmproducer, rendező († 2006)
- 1938 – Vajek Jutka magyar újságíró, televíziós szerkesztő, riporter
- 1939 – Balogh Emese magyar színésznő († 2014)
- 1941 – Láma Ole Nydahl dán, buddhista láma a Karma-Kagyü" vonal nyugati "arca"
- 1943 – Kiss Benedek Kossuth- és kétszeres József Attila-díjas magyar költő, műfordító, a MMA Irodalmi tagozatának tagja
- 1943 – Vern Schuppan (Vernon Shuppan) ausztrál autóversenyző
- 1944 – Szécsi Pál magyar táncdalénekes († 1974)
- 1947 – Glenn Close amerikai színésznő
- 1948 – Muszte Anna magyar színésznő
- 1952 – Harvey Weinstein amerikai filmproducer
- 1955 – Bruce Willis Golden Globe-díjas amerikai színész, énekes
- 1961 – Oravecz Edit magyar színésznő
- 1964 – Nicola Larini (Nicola Giuseppe Larini) olasz autóversenyző
- 1972 – Fekete Ernő Jászai Mari-díjas magyar színész, a Budapesti Katona József Színház tagja
- 1972 – Pindroch Csaba Jászai Mari-díjas magyar színművész
- 1976 – Alessandro Nesta olasz labdarúgó
- 1978 – Matej Krajčík cseh labdarúgó
- 1978 – Kovács András Péter Karinthy-gyűrűs magyar humorista
- 1979 – Ivan Ljubičić horvát teniszező
- 1982 – Leandro de Almeida brazil-magyar kettős állampolgárságú labdarúgó, jelenleg a Ferencváros játékosa
- 1985 – Ernesto Viso (Ernesto José Viso Lossada) venezuelai autóversenyző
- 1991 – Pál Dénes magyar énekes, előadóművész
- 2002 – Csang Szongu dél-koreai rövidpályás gyorskorcsolyázó, ifjúsági olimpikon

## Halálozások
- 1534 – Ajse Hafsza szultána
- 1616 – Johannes Fabricius(wd) német csillagász, ő írta le elsőként a napfoltokat (* 1587)
- 1637 – Pázmány Péter esztergomi érsek, író (* 1570)
- 1884 – Elias Lönnrot finn orvos, botanikus és népdalgyűjtő, a Kalevala összeállítója (* 1802)
- 1916 – Nagy Dezső magyar gépészmérnök, műegyetemi tanár (* 1841)
- 1950
  - Norman Haworth Nobel-díjas brit vegyész, a Haworth-projekció kidolgozója (* 1883)
  - Edgar Rice Burroughs amerikai író (* 1875)
  - Alexandru Vaida-Voevod erdélyi román politikus, a  magyar, majd a román parlament képviselője, Románia miniszterelnöke (* 1872)
- 1953 – Arkagyij Dmitrijevics Svecov szovjet mérnök, repülőgépmotor-tervező (* 1892)
- 1955 – Gróf Károlyi Mihály politikus, magyar miniszterelnök, az első Magyar Köztársaság elnöke (* 1875)
- 1965 – Gheorghe Gheorghiu-Dej román kommunista politikus, pártfőtitkár, államfő (* 1901)
- 1965 – Kuncz Ödön jogtudós, közgazdász, az MTA tagja (* 1884)
- 1985 – Berend József magyar agrárközgazdász, egyetemi tanár (* 1903)
- 1987 – Louis de Broglie Nobel-díjas francia fizikus (* 1892)
- 1989 – Gelley Kornél magyar színész, érdemes művész (* 1932)
- 1989 – Valérie Quennessen francia színésznő (* 1957)
- 1995 – Trevor Blokdyk (John Trevor Blokdyk) dél-afrikai autóversenyző (* 1935)
- 2008 – Sir Arthur C. Clarke angol tudományos-fantasztikus író, mérnök, természettudós. (* 1917)
- 2009 – Breyer Zoltán magyar színész, szinkronszínész, gyártásvezető (* 1963)
- 2012 – Sík Igor Balázs Béla-díjas magyar operatőr, a Magyar Televízió örökös tagja (* 1927)
- 2019 – Marlen Hucijev grúziai születésű oroszországi filmrendező, forgatókönyvíró (* 1925)
- 2020 – Benedek Ferenc magyar öttusázó, edző (* 1926)

## Nemzeti ünnepek, emléknapok, világnapok
- 1911 – Első alkalommal tartják meg a nemzetközi nőnapot Ausztriában, Dániában, Németországban és Svájcban.
- Szent József ünnepe, aki a szentek ünnepkörében Szűz Mária férje, Jézus nevelőapja, a Szent Család feje
- A cigányság világnapja
- Apák napja Spanyolországban (Día del Padre), Olaszországban (Festa del Papà), Andorrában (Dia del Pare), Belgiumban (Antwerp), Boliviában, Svájcban (Canton Ticino), Liechtensteinben, Portugáliában (Dia do Pai)